# Дерутская
Дерутская (бел. Дзеруцкая) — деревня в Червенском районе Минской области Белоруссии. Входит в состав Червенского сельсовета.

## Географическое положение
Расположена в 5 км к северу от Червеня, в 63 км от Минска, к западу от автодороги Червень—Смолевичи.

## География и природа
Деревня состоит из одной улицы. Здесь имеется пожарный пруд. Поля вблизи деревни принадлежат ОАО «Райагросервис». К востоку от деревни расположен лес, в котором можно встретить лосей. Ранее в лесах вблизи деревни обитали также волки, в довоенное время были случаи гибели при их нападении детей.

## Происхождение названия
Жители деревни не знают какой-либо версии происхождения её названия.

## История
Населённый пункт известен с XVIII века. На 1800 год застенок, входивший в состав Игуменского уезда Минской губернии, здесь был 1 двор и 4 жителя. На 1858 год деревня, относившаяся к имению Натальевск, принадлежавшему помещику И. Булгаку, здесь было 54 жителя. По данным Переписи населения Российской империи 1897 года, относилась к Гребёнской волости, здесь было 18 дворов, проживали 159 человек. На начало XX века деревня насчитывала 24 двора и 173 жителя. На 1917 год здесь было 19 дворов, 120 жителей. С февраля по декабрь 1918 года деревня была оккупирована немцами, с августа 1919 по июль 1920 — поляками. 20 августа 1924 года вошла в состав вновь образованного Войниловского сельсовета Червенского района Минского округа (с 20 февраля 1938 — Минской области). Согласно переписи населения СССР 1926 года насчитывалось 26 дворов, население составило 135 человек. В первой половине XX века в Дерутскую переселились жители хуторов Вересовка (две семьи) и Трутенки (Турутинки) (5 человек). Урочища на местах бывших хуторов сохранили названия среди местных жителей. Во время Великой Отечественной войны деревня была оккупирована немецко-фашистскими захватчиками в конце июня 1941 года, 15 её жителей погибли на фронтах, но сама деревня во время войны не пострадала. Освобождена в начале июля 1944 года. В послевоенные годы в деревне была начальная школа, однако она не имела своего здания: дети собирались в сельских домах. На 1960 год население деревни составило 176 жителей. В 1980-е годы деревня относилась к колхозу «Большевик». На 1997 год в деревне было 33 двора, проживали 64 человека, функционировали животноводческая ферма, магазин. В 2000-е годы на фоне общей тенденции основные социальные объекты в Дерутской были закрыты, многие молодые люди уехали. С 30 октября 2009 года в составе Червенского сельсовета. На 2013 год 19 круглогодично жилых домов, 40 постоянных жителей. На 2018 год в деревне насчитывается 46 домов, из них круглогодично населены 17, большинство остальных домов заняты дачниками; в летний период население деревни увеличивается примерно втрое.

### Красовский лесок
Вблизи Дерутской расположено урочище Красовский лесок. Он получил название в честь пана Мирона Красовского, приехавшего сюда с тремя сыновьями — Николаем, Иваном и Алексеем — в начале XX века из-под Белостока. Здесь он женился на местной жительнице. Вскоре Мирон вернулся назад, однако его жена и сыновья остались здесь. Алексей вскоре уехал в США, а его братья обзавелись семьями и остались жить в этой местности.

## Население
- 1800 — 1 двор, 4 жителя
- 1858 — 54 жителя
- 1897 — 18 дворов, 159 жителей
- начало XX века — 24 двора, 173 жителя
- 1917 — 19 дворов, 120 жителей
- 1926 — 26 двора, 135 жителей
- 1960 — 176 жителей
- 1997 — 29 дворов, 51 житель
- 2013 — 19 дворов, 40 жителей
- 2018 — 46 домов (всего), 17 постоянно жилых дворов